# Uapití oriental
El uapití oriental (Cervus canadensis canadensis) és una de les sis subespècies de uapití que vivien al nord i l'est dels Estats Units i el sud del Canadà. L'últim uapití oriental fou mort d'un tret a Pennsilvània l'1 de setembre del 1877. L'USFWS el declarà extint el 1880. Una altra subespècie de uapití, el uapití de Merriam, també s'extingí al mateix període.